# J-hope
Jung Ho-seok (hangul: 정호석, hanja: 鄭 號 錫; Gwangju, 18 de febrer de 1994), conegut pel seu nom artístic J-Hope, és un ballarí, coreògraf, raper, cantant, compositor, model i productor sud-coreà. Des de 2013 és membre, ballarí principal i coreògraf del grup BTS, a l'agència de Big Hit Entertainment, on forma part de la dance line, al costat de Jimin, V i Jungkook. Pertany també a la Rap Line, igual que els seus companys RM i Suga va tenir gran participació en la composició de diversos temes de la banda, arribant a tenir més de 50 cançons acreditades al seu nom per la Korea Music Copyright Association (KOMCA).

## Biografia
J-Hope va néixer el 18 de febrer de 1994 a Gwangju, Corea del Sud. Abans del seu debut amb BTS, era un ballarí underground, i es presentava sota el nom de Smile Foia, nom amb el qual va guanyar diversos premis en competències i festivals de ball, a més, va pertànyer a dos grups de ball de carrer, GO Arts i NEURON.
Va estudiar a la prestigiosa Acadèmia de Ball de Seungri, i el 2009 audicionó JYP Entertainment, on va ser admès i va arribar a presentar-se al costat de NEURON, companyia que després abandonaria.

## Carrera
2010-13: Inici de BTS
Temps després d'abandonar JYP Entertainment, J-Hope audicionó i posteriorment va entrar a Big Hit Entertainment el 2010, on va assajar per dos anys amb dos companys, els rapers underground Kim Nam Joon (RM) i Min Yoon Gi (Suga), pel 13 de juny de 2013 debutar al costat de BTS amb el senzill «No More Dream», del seu àlbum senzill 2 Cool 4 Skool, al programa M Countdown. Des de llavors ha participat en la composició de moltes cançons de la banda a través de tots els seus àlbums.
Sent part de Big Hit Entertainment, J-Hope va aparèixer al costat de Jungkook com ballarins en el vídeo musical de la cançó «I'ma dona One», de Jo Kwon; aquest videoclip també té aparicions estel·lars de Jin i V. Poc temps després tornaria a col·laborar amb Jo Kwon en la cançó «Animal», aquestes dues cançons després van ser recopilades en l'àlbum debut de Jo Kwon, I'ma dona One, publicat el 25 de juny de 2012.
J-Hope, al costat de Suga, Jungkook i Jimin, també van col·laborar com a ballarins en el senzill de la Vocaloid coreana SEEU costat de GLAM, «Glamorous».
2014-18
El 21 de desembre de 2015, es va publicar al SoundCloud oficial de BTS el senzill «1 VERSE», el primer senzill en solitari de J-Hope, el instrumental és la coneguda cançó del DJ nord-americà Skrillex i el raper The Game, «El Chapo ».
Els seus altres dos treballs en solitari van ser part del segon àlbum d'estudi de BTS, Wings, interpretant la cançó d'introducció a l'àlbum «Intro: Boy Meets Evil» (al costat de Jungkook al cor), a més del seu ball en solitari per a aquesta cançó . I també en el seu sol de l'àlbum, «Mama».

## Art
J-hope ha estat descrit com un artista amb un to optimista i enèrgic en la seva música i presentacions. La seva mixtape, Hope World, va rebre elogis per la seva naturalesa divertida i varietat de gèneres musicals, incloent synth-pop, trap, house, alternative hip hop, funk-soul, i elements retro. Jeff Benjamin de Fuse va escriure que l'estil atmosfèric de «Blue Side», la cançó final del mixtape, «deixa amb curiositat l'oient sobre el que farà J-Hope després». pel que fa als elements lírics del mixtape, la cançó principal «Daydream» va ser ben rebuda per la crítica per abordar la discussió de les dificultats que enfronta un artista en la seva carrera, a més d'incloure diverses referències literàries, i una presentació entretinguda per a un tema seriós.
J-Hope cita la naturalesa aventurera de Vint mil llegües de viatge submarí de Jules Verne i els treballs de Kyle, Amine i Joey Badass com les principals influències en el seu estil i treball a Hope World. La idea de la pau també va ser una de les bases per a la majoria de les seves lletres, indicant que «seria fantàstic convertir-me en una part de la pau personal d'algú a través de la meva música» en una entrevista amb la revista Time. La idea de «representar la generació moderna» també ha influenciat el seu treball en la música de BTS.

## Altres activitats
Filantropia
El 18 de febrer del 2019, J-Hope va donar 100 milions de wons coreans (aproximadament 89.00$) al Fons Infantil de Corea, per donar suport als alumnes que assissin a la seva escola de secundaria a Gwangju. Anteriorment ja havia donat 150 mil3lions de wons (a prop dels 133.00$) a la mateixa organització en desembre del 2018, però en aquell moment va demanar que la donació fos privada.

## Discografica

### Mixtapes
| Títol      | Detalls                                                                                            | Posicionament en llistes | Posicionament en llistes | Posicionament en llistes | Posicionament en llistes | Posicionament en llistes | Posicionament en llistes | Posicionament en llistes | Posicionament en llistes | Posicionament en llistes | Posicionament en llistes | Vendes        |
| Títol      | Detalls                                                                                            | AUS                      | CAN                      | FRA                      | EUA                      | US World Alb.            | JAP                      | NOR                      | NZ                       | PB                       | SUE                      | Vendes        |
| ---------- | -------------------------------------------------------------------------------------------------- | ------------------------ | ------------------------ | ------------------------ | ------------------------ | ------------------------ | ------------------------ | ------------------------ | ------------------------ | ------------------------ | ------------------------ | ------------- |
| Hope World | - Data: 2 de març del 2018 - Segell: Big Hit Entertainment - Format: Descàrega digital, SoundCloud | 13                       | 35                       | 160                      | 38                       | 1                        | 13                       | 14                       | 23                       | 34                       | 30                       | - EUA: 21 000 |

### Senzills
| «Daydream»                                                                             | 2018 | 1 | 80 | 7 | - EUA: 5 000 | Hope World |
| «Airplane»                                                                             | 2018 | 5 | —  | — |              | Hope World |
| «Chicken Noodle Soup» (amb Becky G)                                                    | 2019 | — | —  | — |              |            |
| «—» indica les obres que no van entrar en la llista o no van ser llançades en la regió |      |   |    |   |              |            |

### Altres cançons en llistes
| «Intro: Boy Meets Evil»                                                                | 2016 | 31 | 9  | - COR: 54 404  | Wings                 |
| «Mama»                                                                                 | 2016 | 22 | 13 | - COR: 83 332  | Wings                 |
| «Base Line»                                                                            | 2018 | —  | 8  |                | Hope World            |
| «HANGSANG» (amb Supreme Boi)                                                           | 2018 | —  | 11 |                | Hope World            |
| «Hope World»                                                                           | 2018 | —  | 6  |                | Hope World            |
| «P.O.P (Piece of Peace) pt.1»                                                          | 2018 | —  | 12 |                | Hope World            |
| «Trivia 起: Just Dance»                                                                | 2018 | 42 | 7  | - EUA: 10 000+ | Love Yourself: Answer |
| "—" indica les obres que no van entrar en la llista o no van ser llançades en la regió |      |    |    |                |                       |

### Com artista convidat
| Títol                                      | Any  | Posicionament en llistes | Vendes         | Àlbum      |
| Títol                                      | Any  | COR                      | Vendes         | Àlbum      |
| ------------------------------------------ | ---- | ------------------------ | -------------- | ---------- |
| «Animal (Radio Edit)» (Jo Kwon amb J-Hope) | 2012 | 36                       | - COR: 166 354 | I'm Da One |

### Com compositor
| Any  | Títol                 | Artista | Àlbum      |
| ---- | --------------------- | ------- | ---------- |
| 2012 | «Animal (Radio Edit)» | Jo Kwon | I'm Da One |

### Altres cançons
| Any  | Títol         | Format                       | Notes         |
| ---- | ------------- | ---------------------------- | ------------- |
| 2015 | «1 VERSE»     | Descàrega digital, streaming |               |
| 2018 | «Ddaeng» (땡) | Descàrega digital, streaming | Amb RM i Suga |

## Filmografia

### Vídeos musicals
| Any  | Cançó                                | Intèrpret (s)    | Rol        |
| ---- | ------------------------------------ | ---------------- | ---------- |
| 2012 | «I'm da One»                         | Jo Kwon          | Ballarí    |
| 2018 | «Daydream»                           | J-Hope           | Ell mateix |
| 2018 | «Airplane»                           | J-Hope           | Ell mateix |
| 2019 | «Chicken Noodle Soup (feat. Becky G» | J-Hope i Becky G | Ell mateix |

### Tràilers i curtmetratges
| Any  | Títol                             | Director                 |
| ---- | --------------------------------- | ------------------------ |
| 2016 | WINGS: Boy Meets Evil             | GDW                      |
| 2016 | WINGS Short Film #6 MAMA          | Yong-seok Choi (Lumpens) |
| 2019 | MAP OF THE SOUL : 7 'Outro : Ego' | YooJeong Ko              |

### Televisió
| Any  | Cadena | Programa         | Paper       | Notes                     |
| ---- | ------ | ---------------- | ----------- | ------------------------- |
| 2016 | SBS    | Inkigayo         | Presentador | Amb V, Moonbyul i Wheein  |
| 2016 | MBC    | Show! Music Core | Presentador | Amb Jungkook              |
| 2017 | Mnet   | M Countdown      | Presentador | Amb RM i Jimin            |
| 2017 | Mnet   | M Countdown      | Presentador | Amb Jimin i Jin           |
| 2019 | MBC    | Under Nineteen   | Ell mateix  | Tutor de ball, episodi 10 |